# Gromola/Foce Sele
Gromola è una borgata del comune di Capaccio Paestum, in provincia di Salerno.

## Storia
Il nome Gromola deriva da grumo (gutrumulo in dialetto) cioè una collinetta formatasi a causa del gioco del fiume Sele e del mar Tirreno circa nel 75.000 a.C.
Era una proprietà privata del Barone Bellelli al centro della quale sorge il Palazzo Vecchio ancora oggi esistente, il quale all'epoca disponeva già di acquedotto, energia elettrica e bar privato. L'antico Borgo costruito nel 1911 (Oggi Gromola Vecchia) comprende la Famosa bufalara e un gruppo di abitazioni e un tempo anche negozi e una Scuola Elementare.
Con l'assalto latifondistico e l'assegnazione delle terre da parte della Riforma Fondiaria negli anni cinquanta del novecento furono costruiti 300 poderi, strade e canali di scolo, la collinetta fu parzialmente sbancata e al posto di essa fu realizzato un nuovo borgo con chiesa, negozi, bar, un piccolo studio medico ed un campo di calcio; il tutto fu inaugurato nel 1960 dal ministro dell'Agricoltura Mariano Rumor e dall'allora Sindaco di Capaccio Salvatore Paolino. Il ministro arrivò in elicottero atterrando nel campo sportivo fra lo stupore generale.
Negli anni successivi furono realizzati acquedotti, elettrodotti, linee telefoniche ed una rete fognaria, quest'ultima completata nel 2010.

## Geografia fisica

### Territorio
L'abitato si sviluppa in zona pianeggiante a 13 m s.l.m. circa, fra la borgata Ponte Barizzo, il fiume Sele e il mare Tirreno. In base all'ultimo censimento (2001) vi risiedono 484 abitanti.

## Monumenti e luoghi d'interesse

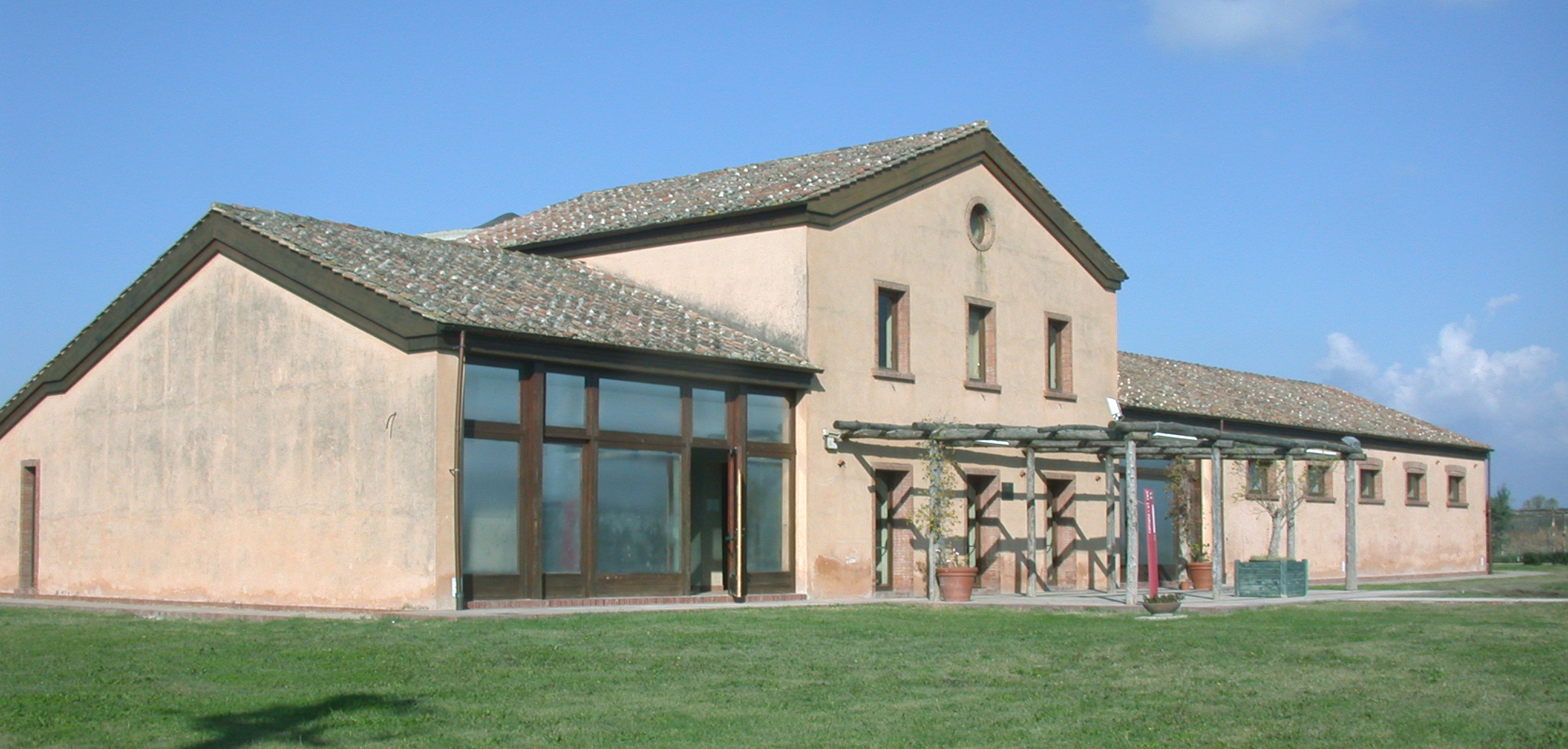
Il Museo narrante del santuario di Hera Argiva

Presso la riva sinistra del fiume Sele è stata rinvenuta l'area archeologica dell'Heraion ed è stato realizzato in un edificio attiguo il Museo narrante del santuario di Hera Argiva alla foce del Sele che dopo l'ultimo allagamento della zona a causa dell'esondazione dei canali è stato danneggiato ed è chiuso al pubblico.

## Sport

### Calcio
La frazione Gromola/Foce Sele è rappresentata dalle seguenti squadre di calcio:
- GS Herajon Gromola 1956 - Promozione Campania Girone E.[2]
- ASD Borgo Gromola - Seconda Categoria Girone I.